# Adrada de Haza
Adrada de Haza település Spanyolországban, Burgos tartományban. Adrada de Haza La Sequera de Haza, Haza, Fuentemolinos és Hontangas községekkel határos. Lakosainak száma 205 fő (2024).

## Népesség
A település lakosságának változását az alábbi diagram mutatja:
| Lakosok száma | 284  | 260  | 250  | 252  | 252  | 230  | 222  | 203  | 197  | 205  |
|               | 2001 | 2004 | 2006 | 2009 | 2011 | 2014 | 2016 | 2019 | 2021 | 2024 |